# Charles County
Das Charles County ist ein County im Bundesstaat Maryland der Vereinigten Staaten. Bei der Volkszählung im Jahr 2020 hatte das County 166.617 Einwohner und eine Bevölkerungsdichte von 139,6 Einwohnern pro Quadratkilometer. Der Verwaltungssitz (County Seat) ist La Plata.
Das Charles County ist Bestandteil der Metropolregion um die US-Hauptstadt Washington.

## Geographie
Das County grenzt im Westen an Virginia und hat eine Fläche von 1666 Quadratkilometern; davon sind 472 Quadratkilometer (28,33 Prozent) Wasserflächen. Es grenzt an folgende Countys:
| Fairfax County (Virginia)                                    | Prince George’s County        |                                                     |
| Prince William County (Virginia), Stafford County (Virginia) |                               | Calvert County                                      |
|                                                              | King George County (Virginia) | Saint Mary’s County, Westmoreland County (Virginia) |

## Geschichte

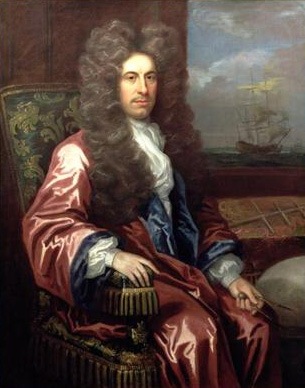
Charles Calvert

Das Charles County wurde 1658 gebildet. Benannt wurde es nach Charles Calvert (1637–1715), dem 3. Baron Baltimore, der 1661–1676 und 1679–1684 Gouverneur von Maryland war.

Im County liegt eine National Historic Site, also eine Stätte besonderer geschichtlichen Bedeutung, und zwar die Thomas Stone National Historic Site, die auch als Habre de Venture bekannt ist. 38 Bauwerke und Stätten des Countys sind im National Register of Historic Places eingetragen (Stand 13. November 2017).

## Demografische Daten
Nach der Volkszählung im Jahr 2000 lebten im Cecil County 120.546 Menschen in 41.668 Haushalten und 32.292 Familien. Die Bevölkerungsdichte betrug 262 Personen pro Quadratkilometer. Ethnisch betrachtet setzte sich die Bevölkerung zusammen aus 68,5 Prozent Weißen, 26,1 Prozent Afroamerikanern, 0,8 Prozent amerikanischen Ureinwohnern, 1,8 Prozent Asiaten und 0,7 Prozent aus anderen ethnischen Gruppen; 2,1 Prozent stammten von zwei oder mehr Ethnien ab. Unabhängig von der ethnischen Zugehörigkeit waren 2,3 Prozent der Bevölkerung spanischer oder lateinamerikanischer Abstammung.
Von den 41.668 Haushalten hatten 41,1 Prozent Kinder unter 18 Jahren, die mit ihnen lebten. 58,0 Prozent waren verheiratete, zusammenlebende Paare, 14,5 Prozent waren allein erziehende Mütter und 22,5 Prozent waren keine Familien. 17,2 Prozent aller Haushalte waren Singlehaushalte und in 5,2 Prozent lebten Menschen im Alter von 65 Jahren oder darüber. Die durchschnittliche Haushaltsgröße lag bei 2,86 und die durchschnittliche Familiengröße bei 3,21 Personen.
28,7 Prozent der Bevölkerung war unter 18 Jahre alt, 7,6 Prozent zwischen 18 und 24, 33,2 Prozent zwischen 25 und 44, 22,7 Prozent zwischen 45 und 64 Jahre alt und 7,8 Prozent waren 65 Jahre oder älter. Das Durchschnittsalter betrug 35 Jahre. Auf 100 weibliche kamen statistisch 95,5 männliche Personen und auf 100 Frauen im Alter von 18 Jahren oder darüber kamen 92,2 Männer.

Das durchschnittliche Einkommen eines Haushaltes betrug 62.199 USD, das einer Familie 67.602 USD. Männer hatten ein durchschnittliches Einkommen von 43.371 USD, Frauen 34.231 USD. Das Prokopfeinkommen lag bei 24.285 USD. Etwa 3,7 Prozent der Familien und 5,5 Prozent der Bevölkerung lebten unterhalb der Armutsgrenze.

## Städte und Gemeinden
Towns
- Indian Head
- La Plata
- Port Tobacco Village

Census-designated places (CDP)
| - Bennsville - Bryans Road - Hughesville | - Potomac Heights - Saint Charles - Waldorf |

Unincorporate Communities
| - Bel Alton - Benedict - Bryantown - Cobb Island - Dentsville | - Faulkner - Grayton - Ironsides - Issue - Malcolm | - Marbury - Morgantown - Mount Victoria - Nanjemoy - Newburg | - Pisgah - Pomfret - Popes Creek - Pomonkey - Ripley | - Rison - Rock Point - Swan Point - Welcome - White Plains |